# Sisyrinchium novoleonense
Sisyrinchium novoleonense là một loài thực vật có hoa trong họ Diên vĩ. Loài này được G.L.Nesom & L.Hern. miêu tả khoa học đầu tiên năm 1992 publ. 1993.